# Dreki
Il dreki (dal norreno dreki, dal Proto-Germanico *drakô (a sua volta dal latino dracō, “drago”), plurale drekar), conosciuto più comunemente con il nome drakkar a causa di un errore di trascrizione francese, è un'imbarcazione usata principalmente dai vichinghi e dai sassoni per scopi militari durante il Medioevo, e per compiere viaggi esplorativi in Islanda e Groenlandia. Lo sviluppo del profilo tipico di queste navi fu il risultato di un'evoluzione durata secoli, che giunse alla forma più comunemente conosciuta intorno al nono secolo. In Norvegia i drekar furono usati fino al quindicesimo secolo.
Il dreki è caratterizzato da una forma lunga, in media attorno ai 24,9 metri, stretta e slanciata (da cui il nome longship), e da un pescaggio particolarmente poco profondo. Queste caratteristiche conferiscono all'imbarcazione una grande velocità e le consentono la navigazione in acque di un solo metro di profondità, permettendo di avvicinarsi molto alla riva, rendendo così gli sbarchi velocissimi. Un altro vantaggio di queste imbarcazioni deriva dalla loro simmetria: la particolare forma della dreki consente infatti una inversione rapidissima. Alcune versioni più tarde del design includono una vela rettangolare montata su un unico albero. Generalmente la prua delle drekar era "decorata" con minacciose teste di drago o con divinità mostruose per spaventare i nemici. Erano utilissime per navigare in mare e risalire i fiumi.

## Primi modelli

### La nave di Hjortspring
Uno dei primi precursori del dreki fu la nave di Hjortspring, un'imbarcazione lunga 13 m, trovata in Danimarca nel 1921, costruita con cinque tavole di tiglio, probabilmente tra il 200 a.C. e il 350 a.C.. La nave viene vista come un primitivo modello di canoa da guerra che fu affondato in un lago come offerta sacrificale. La sua forma mostra alcune delle caratteristiche dei successivi drekar.

### La nave di Nydam
La nave di Nydam era un notevole passo avanti rispetto alla nave di Hjortspring. Fu trovata assieme ad altre due navi durante una serie di scavi nel XIX secolo, ad 8 km da Sønderborg, vicino a Schleswig, sul confine tra Danimarca e Germania. Si è stabilito grazie alla dendrocronologia che la nave risalga al 315 circa. La nave di Nydam era più grande e tecnologicamente più avanzata di quella di Hjortspring. Misurava 23 m in lunghezza, ed era fatta di legno di quercia. Inizialmente si credeva che le tavole dello scafo di questa nave fossero singoli, lunghi pezzi di legno, ma analizzando il legno della nave, è stato scoperto che erano in effetti composte di tavole più piccole, connesse in modo quasi invisibile. La nave di Nydam è la prima imbarcazione nordeuropea di cui si abbia notizia che usasse dei remi come propulsione invece che delle pagaie. I remi erano tenuti in posizione da pezzi di legno ricurvi: questo consentiva all'equipaggio di remare con minor fatica, imprimendo una maggiore velocità al vascello. Lo scafo era stretto ed era a forma di V, ciò conferiva alla nave una velocità ed un'agilità superiori, ma la rendeva più instabile ed impossibilitata a portare un albero ed una vela.

### La nave di Kvalsund

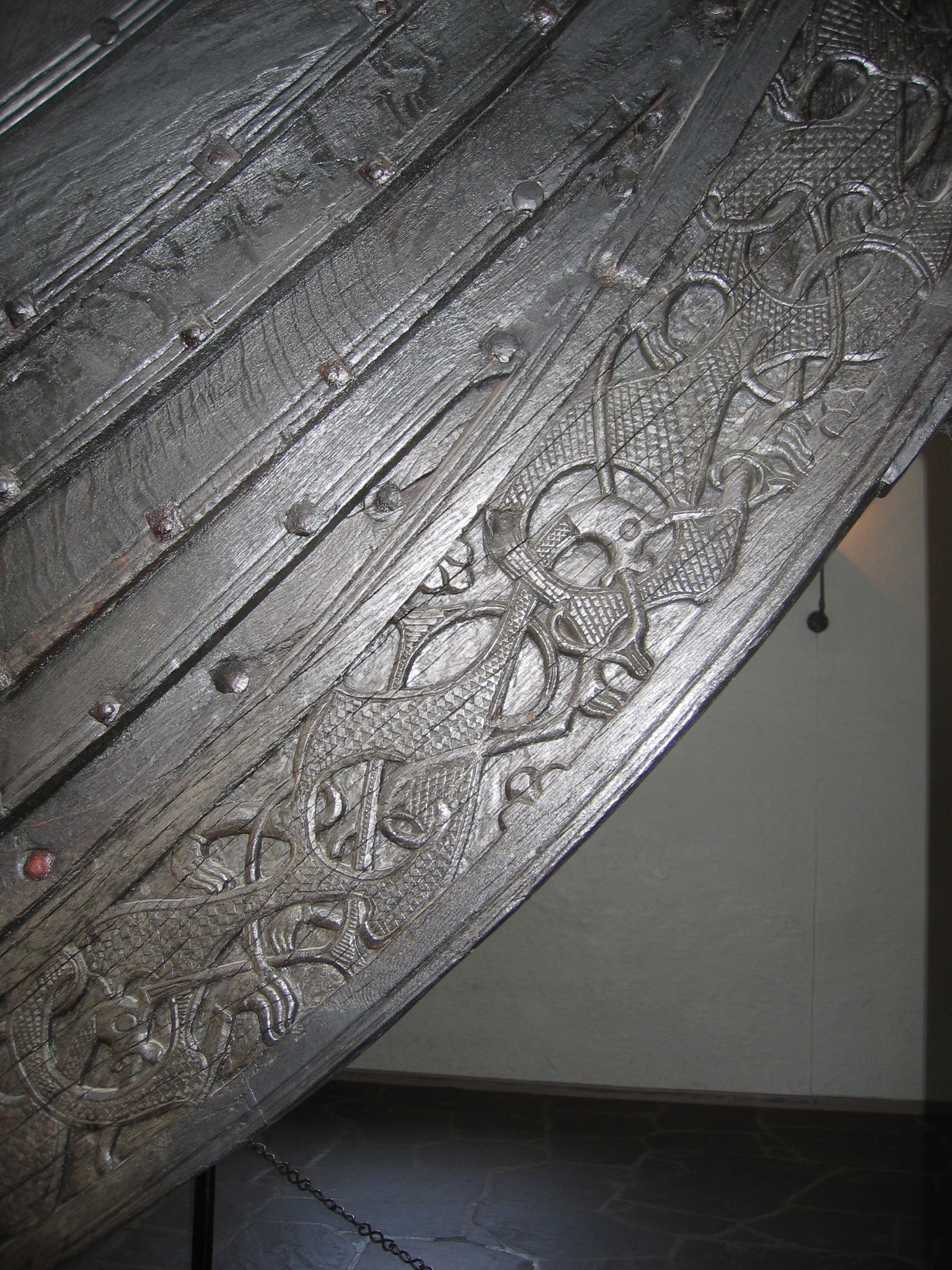
Dettaglio della nave di Oseberg

Due navi di forma simile, datate intorno al VII secolo, sono state rinvenute a Kvalsund, in Norvegia. Questo modello era notevolmente più corto dell'antenato di Nydam, misurando solo 18 m di lunghezza, ma era anche più largo, con un'ampiezza massima di 3,5 m, e con una chiglia robusta e ben definita. Questi essenziali miglioramenti permettevano alla nave di mantenere la rotta anche in condizioni meteorologiche avverse. 

### La nave di Oseberg
Il continuo progredire della tecnologia navale scandinava è facilmente riscontrabile nella nave di Oseberg, datata intorno all'815-820, e rinvenuta in un luogo di sepoltura nella contea di Vestfold, a sud di Oslo, in Norvegia. La Oseberg può essere considerata come uno dei primi veri dreki, anche se era relativamente fragile rispetto a molti suoi successori: si pensa infatti che fosse usata solo per viaggi costieri, o che fu costruita appositamente per un funerale.

## Tipi didrekar
I drekar si possono classificare in diversi modelli, distinti da dimensioni, modo di costruzione e prestigio.

### Snekke(snekkja)
La snekke è la più piccola imbarcazione classificabile come dreki. Una snekke comune aveva una lunghezza di circa 17 m, larghezza di 2,5 m, ed un pescaggio di soli 0,5 m. Queste navi potevano portare circa 25 uomini. Le snekke erano molto comuni: secondo le cronache antiche locali, lo stesso Canuto il Grande ne impiegò 1400 in Norvegia nel 1028, e Guglielmo il Conquistatore ne usò circa 600 per la sua invasione della Gran Bretagna. Le snekke norvegesi, progettate per la navigazione sulle profondità dei fiordi e nell'Oceano Atlantico, tendevano ad essere più profonde delle loro controparti danesi, le quali venivano impiegate per i viaggi su acque poco profonde. Entrambi i modelli erano comunque molto leggeri, tanto da non necessitare della presenza di porti: in prossimità della riva, venivano semplicemente sollevate e portate a terra. Questo tipo di nave continuò ad evolversi nel corso dei secoli, fin oltre l'era vichinga, aumentando progressivamente in peso e dimensioni.

### Nave dragone
Queste celebri navi vichinghe erano particolarmente elaborate ed eleganti, ed erano usate dai vichinghi per andare i-viking, termine col quale si indicava l'attività della razzia e del saccheggio. La prua era tipicamente modellata a forma di bestie spaventose quali draghi e serpenti. Questa caratteristica adempiva al doppio scopo di proteggere la nave dai mostri marini della mitologia norrena, ed a terrorizzare i nemici dei vichinghi, e gli sventurati abitanti dei villaggi costieri.

### Nave di Roskilde
Il dreki più grande trovato finora misura oltre 35 metri in lunghezza, e fu scoperto da alcuni archeologi danesi nel porto di Roskilde nel 1997. La sua scoperta fugò ogni scetticismo avanzato da alcuni storici circa l'esistenza di drekar di quelle dimensioni.

## Navigazione e propulsione

### Navigazione
I vichinghi erano scandinavi, quindi vivevano in una regione formata da diverse penisole (Danimarca e Scandinavia propriamente detta), in cui la navigazione era una necessità, vista anche la complessità della costa norvegese, ricca di fiordi e insenature. I mari che circondano la Scandinavia sono molto diversi. A sud-est il Baltico, poco profondo, ricco di banchi di sabbia e secche, con venti in genere moderati (ma esposto a tempeste, specie d'inverno e al buran). A nord-ovest il Mare del Nord, più profondo (relativamente), con una costa rocciosa, tempeste frequenti, nebbie invernali prolungate e un moto ondoso più vivace, con venti piuttosto continui e potenti. Ambedue i mari sono soggetti a maree di una certa intensità e relativamente ricchi di isole, anche se quelle nel Mare del Nord sono ad una certa distanza dalla costa.
I marinai vichinghi divennero relativamente esperti nel giudicare la velocità e la direzione del vento, conoscevano le correnti e sapevano quando aspettarsi l'alta e la bassa marea. Le tecniche di navigazione dei vichinghi non sono ancora ben note, ma alcuni storici hanno avanzato l'ipotesi che essi disponessero di una primitiva forma di astrolabio e che usassero le stelle per tracciare le rotte

Un vichingo di nome Stjerner Oddi redasse una tavola che mostrava la direzione dell'alba e del tramonto e che permetteva ai navigatori di dirigere facilmente i drekar di porto in porto. Prima ancora, un altro vichingo di nome Almgren raccontava di un altro metodo:
Anche gli uccelli si rivelavano utili per avvicinarsi a terra. Una leggenda narra di come i vichinghi fossero soliti portare corvi in gabbia a bordo delle loro navi per lasciarli liberi qualora si fossero persi. I corvi avrebbero trovato istintivamente la terra, dando ai navigatori vichinghi l'opportunità di trovare la direzione giusta. Si sa poco o nulla della navigazione magnetica dei vichinghi, anche se alcune leggende narrano di piccole pietre magnetiche poste su un pezzetto di legno galleggiante sull'acqua, in modo da fornire un punto di riferimento per la navigazione.
Comunque le tecniche di navigazione vichinghe non erano eccessivamente complesse, basate soprattutto sul coraggio e la fortuna, pericolose in caso di nebbia, sembra mancassero portolani, mappe e carte nautiche. I viaggi oceanici furono tentati solo verso l'VIII secolo; in precedenza ci si limitava al cabotaggio. I vichinghi, in breve e fino circa al 1000-1100, divennero certamente più esperti nei viaggi a lunga distanza, raggiungendo l'oceano aperto, i mari settentrionali e persino il Mediterraneo (fino a saccheggiare Luni), ma il grosso della navigazione commerciale si svolgeva comunque sottocosta e verso i fiumi del Baltico settentrionale.

### Propulsione
Il dreki aveva due metodi di propulsione: remi e vela. In mare aperto, la vela permetteva al dreki di viaggiare più velocemente e di percorrere distanze molto lunghe. Le vele potevano essere spiegate ed ammainate rapidamente. I remi erano usati in prossimità della costa, per aumentare rapidamente la velocità (in caso non ci fosse stato vento). Durante un combattimento, la variabilità del vento faceva dei remi lo strumento di propulsione principale.

I drekar non disponevano di panche ed i vogatori sedevano su dei bauli contenenti i loro effetti personali che altrimenti avrebbero solo occupato spazio. Questi bauli erano tutti delle stesse dimensioni e dell'altezza giusta per consentire all'equipaggio di remare agevolmente. 

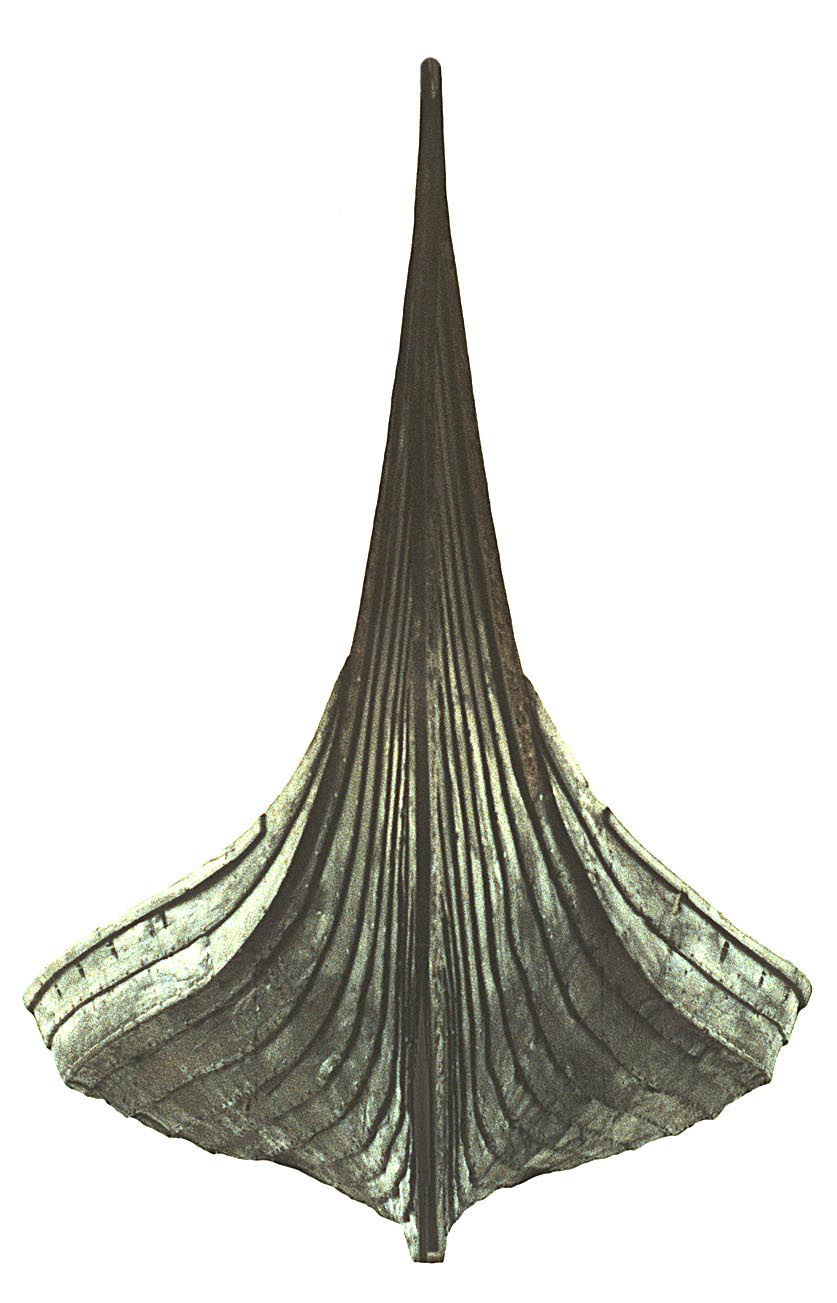
Vista frontale della nave di Oseberg, uno degli esempi più eclatanti dell'arte e dell'abilità artigianale norrene.

## La vita a bordo
Prima che un dreki partisse per un lungo viaggio attraverso l'oceano, le famiglie, e talvolta gli interi villaggi, contribuivano alla preparazione del viaggio, costruendo ed affilando armi, riparando e rinforzando le navi, e svolgendo tutti i compiti necessari prima della partenza. Se la nave viaggiava in prossimità della costa, gli uomini ne approfittavano, di sera, per scendere a terra e mangiare anche cibi cotti e selvaggina; il fuoco infatti era proibito sulle navi per ovvi motivi, e di notte i marinai dormivano in sacchi di pelle chiamati "huðfat", che di giorno contenevano i loro effetti personali, spade, asce o boccali. Anche se i drekar sono sempre rappresentati con scudi appesi ai lati, questa pratica era probabilmente riservata solo alle parate o alle feste, in quanto gli scudi potevano venire strappati via dalle onde o essere d'impaccio per le manovre. Al contrario, invece, le teste di drago che ornavano la prua erano presumibilmente smontate in prossimità della costa, poiché il loro significato era ben poco pacifico.

### Cibo
Non si sa con certezza di cosa si nutrissero gli equipaggi durante questi lunghi viaggi, ma il cibo doveva evidentemente essere conservato. Il sale era un conservante importante: la carne ed il pesce venivano coperti di sale, e potevano resistere anche un mese senza andare a male. Alternativamente il cibo poteva anche essere preservato tramite affumicamento. Un'altra fonte di sostentamento a bordo era la pesca: i vichinghi non si cibavano solo di pesce, ma anche di mammiferi acquatici; il tricheco in particolare era considerato una prelibatezza. I marinai bevevano prevalentemente acqua, ma venivano portate a bordo anche scorte di birra e di latte.

### Intrattenimento
Nel tempo libero, i vichinghi si dedicavano a diverse attività: il passatempo più popolare a bordo dei drekar era la narrazione di storie, leggende e canti da parte degli skáld o si poteva giocare a Hnefatafl.